# Rival Poet
Rival Poet ist eine, bis heute nicht sicher identifizierte, wahrscheinlich konkrete „Person“, die in den Shakespeare-Sonetten als Dichterrivale (rival poet) erscheint.

## Shakespeares Sonette
In Shakespeares Sonetten taucht ein Dichterrivale (rival poet) auf, von dem mehrheitlich vermutet wird, dass es sich um eine reale Person handelt. Die Spekulationen, wer damit gemeint sei, führten in den letzten zweihundert Jahren zu zahlreichen, z. T. widersprüchlichen Theorien. Mit der Gruppe von Sonetten, in denen vermutlich ein Dichterrivale bezeichnet ist, der um Gunst, Patronat und Ruhm kämpft, sind vor allem die Sonette 78–86 gemeint.

## Vermutete Kandidaten

### George Chapman
Chapman war ein bekannter zeitgenössischer Dichter und Übersetzer des Homer. Experten gehen davon aus, dass Shakespeare das Werk Chapmans gekannt und Teile der Übersetzung aus der Ilias für sein Stück Troilus und Cressida verwendete, eine dramatische Umarbeitung von Chaucers epischem Gedicht. Chapman selbst schrieb Ovid's Banquet Of Sense, ein Gedicht, das als eine Antwort auf die erotischen Verse Venus und Adonis gesehen werden kann, welche im übrigen Shakespeares am häufigsten zitierten Dichter Ovid herausstellen. Der eher moralische Tonfall von Chapmans Versen meidet den amourösen Duktus Shakespeares. Chapmans Schutzpatrone bewegten sich in denselben Kreisen wie vermuteterweise Shakespeare. Shakespeare könnte sich in seiner eigenen Einschätzung gegenüber einem talentierten Dichterrivalen unsicher gefühlt haben. Chapman wurde als hochgebildet angesehen, während, wie Ben Jonson notiert, Shakespeare nur wenig Latein und noch weniger Griechisch beherrschte (had small Latin and less Greeke.)

### Christopher Marlowe
Der mit Shakespeare gleichaltrige Marlowe wurde bereits zu seinen Lebzeiten als genialer Dichter und Dramatiker beschrieben. Sein poetisches Hauptwerk Hero und Leander wurde von manchen Experten als zu seinem Todeszeitpunkt unvollendet betrachtet.

### Weitere Kandidaten
Neben den oben genannten wurden weitere Dichter wie Samuel Daniel, Michael Drayton, Barnabe Barnes, und Gervase Markham als potentielle Dichterrivalen herausgearbeitet.

### Mehrere Dichter
Neben Versuchen, einzelne Autoren zu identifizieren, gibt es auch den Ansatz, eine Gruppe von Dichtern als Zielscheibe der Kritik anzunehmen. Als Indiz dafür wurde der Wechsel der Anrede des/der Rivalen zwischen Singular und Plural in den Sonetten angesehen.
In Sonett 78 bezieht sich der „Verfasser“ auf andere Dichter (who have gained inspiration from the Fair Youth), in Sonett 79 hingegen ist der Verfasser nur über einen Rivalen besorgt(“he,” a potentially “worthier pen”). In Sonett 80 erkennt man erneut eine singuläre Bezugnahme, aber in Sonett 82 wendet sich der Verfasser wieder an mehrere Schreiber (“writers”) (225). In Sonett 83 bezieht er sich auf beide Dichter (“both your poets”), was anzeigen könnte, dass der Verfasser der eine und der Rivale der andere Dichter ist. Nach MacD.P. Jackson erscheint Sonett 86 das signifikanteste und detaillierteste der Gruppe bezüglich der Charakterisierung eines „spezifischen“ Dichterrivalen. ("Was it his spirit, by spirits taught to write")